# Gualcince (kommun)
Gualcince är en kommun i Honduras.   Den ligger i departementet Departamento de Lempira, i den västra delen av landet, 140 km väster om huvudstaden Tegucigalpa. Antalet invånare är 9 308.